# Vattenbarlastad bergbana

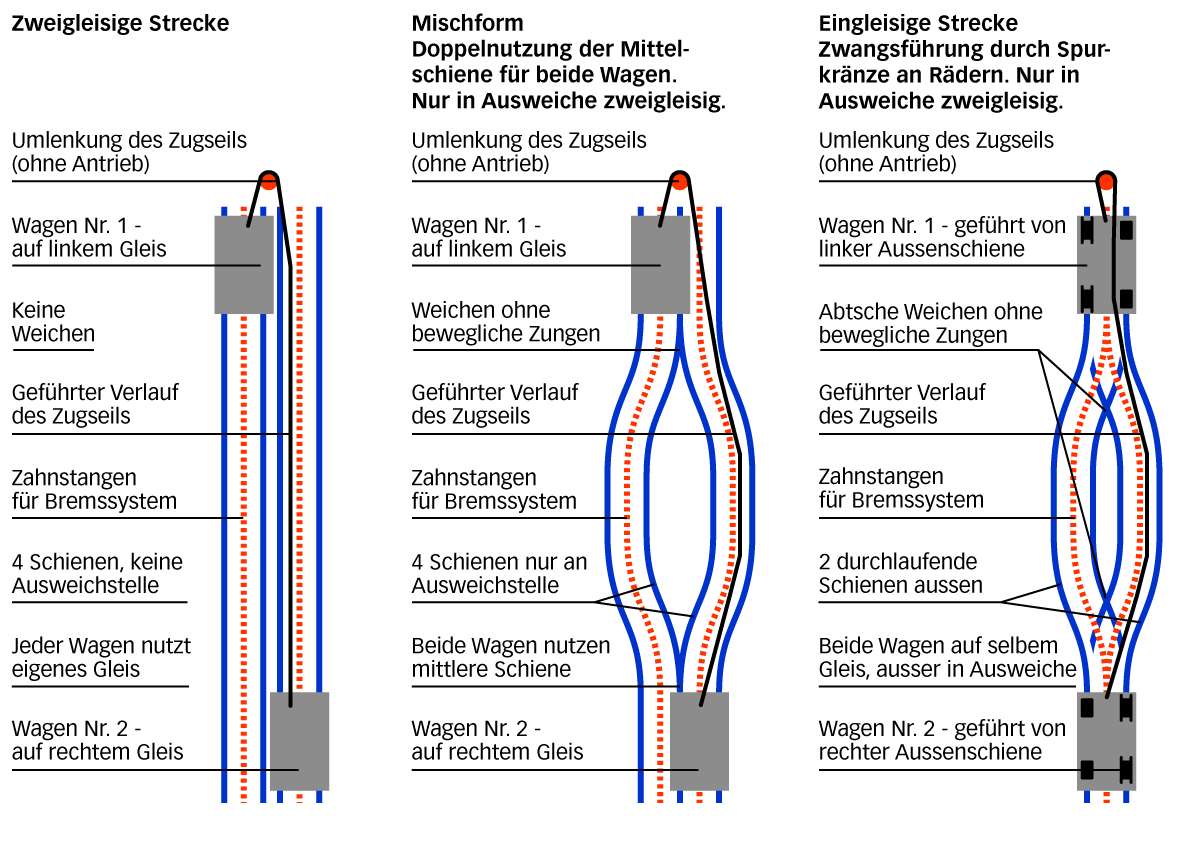
Alternativa spåranordninger för respektive Leas Lift i Folkestone i Storbritannien, Nerobergbahn i Wiesbaden i Tyskland och Funiculaire Neuveville–St.Pierre i Fribourg i Schweiz.

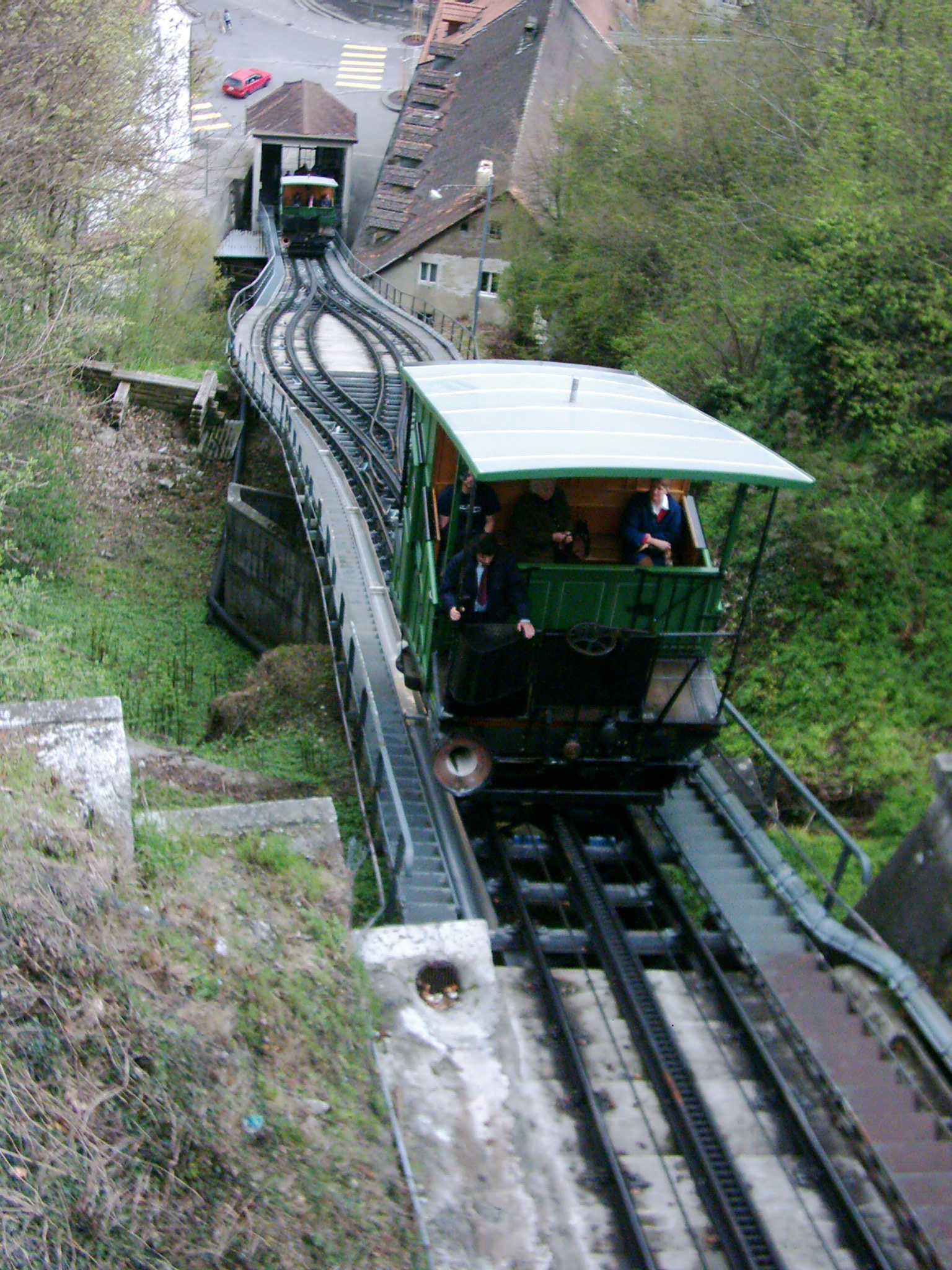
Standseilbahn Neuveville–Saint-Pierre i Fribourg i Schweiz.

Vattenbarlastad bergbana är en form av bergbana, vilken drivs av lägesenergi med hjälp av barlast med vatten.
Den äldsta vattenbarlastade bergbanan var sannolikt den 1845 öppnade Prospect Park Incline Railway vid Niagarafallen i USA. Den elektrifierades senare och lades ned 1908 efter en olycka.
Den äldsta anläggningen i Europa är den 1879 öppnade Giessbachbahn i Schweiz, som elektrifierades 1948. År 1882 öppnade bergbanan Elevador do Bom Jesus i Braga i Portugal, som är den idag äldsta vattenbarlastade bergbanan i bruk. I Storbritannien har byggts 13 vattenbarlastade bergbanor, varav 13 under perioden 1875–1904. Den första anlades 1875 i Scarborough och den senaste i Machynlleth i Wales 1992. 
Fyra vattenbarlastade bergbanor finns kvar i Storbritannien, varav tre är i bruk 2021. I Tyskland är endast Nerobergbahn i Wiesbaden i bruk och i Schweiz också enbart en, Standseilbahn Neuveville–Saint-Pierre i Fribourg. 

## Funktionssätt
Bergbanan har två vagnar på triangulärt formade ramar på två räler, sammankopplade med stålvajrar som går runt ett draghjul på bergstationen. Vatten fylls på i den övre vagnens ballasttankar. När passagerare embarkerat den nedre vagnen, kontaktar konduktören bromsoperatören. Vagnen kommer i rörelse, när bromsen frigjorts och ballastvattnet trimmats. När den ena vagnen nått dalstationen, pumpas överskottsvatten upp till bergsstationen[källa behövs].

## Vattenbarlastade bergbanor i urval
- Prospect Park Incline Railway, Niagarafallen i USA, 1845–1908
- Malbergbahn, mellan Bad Ems och hotellet på Hohen Malberg, 1877–1979
- Elevador do Bom Jesus i Braga i Portugal, från 1882
- Saltburn Cliff Lift i Saltburn-by-the-Sea i North Yorkshire i Storbritannien, från 1884
- Leas Lift i Folkestone i Storbritannien, från 1885
- Lynton and Lynmouth Cliff Railway mellan Lynton och Lynmouth i Storbritannien, från 1890
- Nerobergbahn i Wiesbaden i Tyskland, från 1888
- Funiculaire de Fribourg i Fribourg i Schweiz, från 1899
- Clifton Rocks Railway i Bristol i Storbritannien, från 1893
- The Centre for Alternative Technology Railway i Powys i Wales i Storbritannien, från 1992

## Linbanor med vattenbarlast

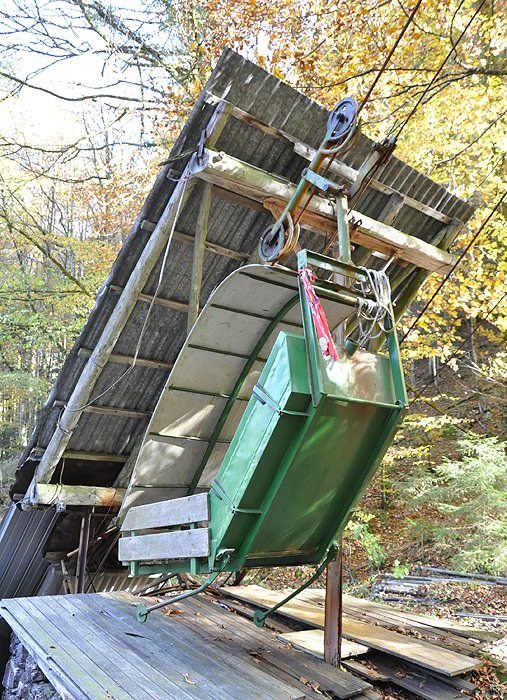
Materialseilbahn Obermatt-Unter Zingel i Engelbergertal i Schweiz.

Det finns också linbanor med vattenbarlast
- Materialseilbahn Obermatt – Unter Zingel i Schweiz, i trafik sedan 1923
- Materialseilbahn St. Niklaus Dorf – Riedji i Schweiz, i trafik sedan 1937

## Bilder

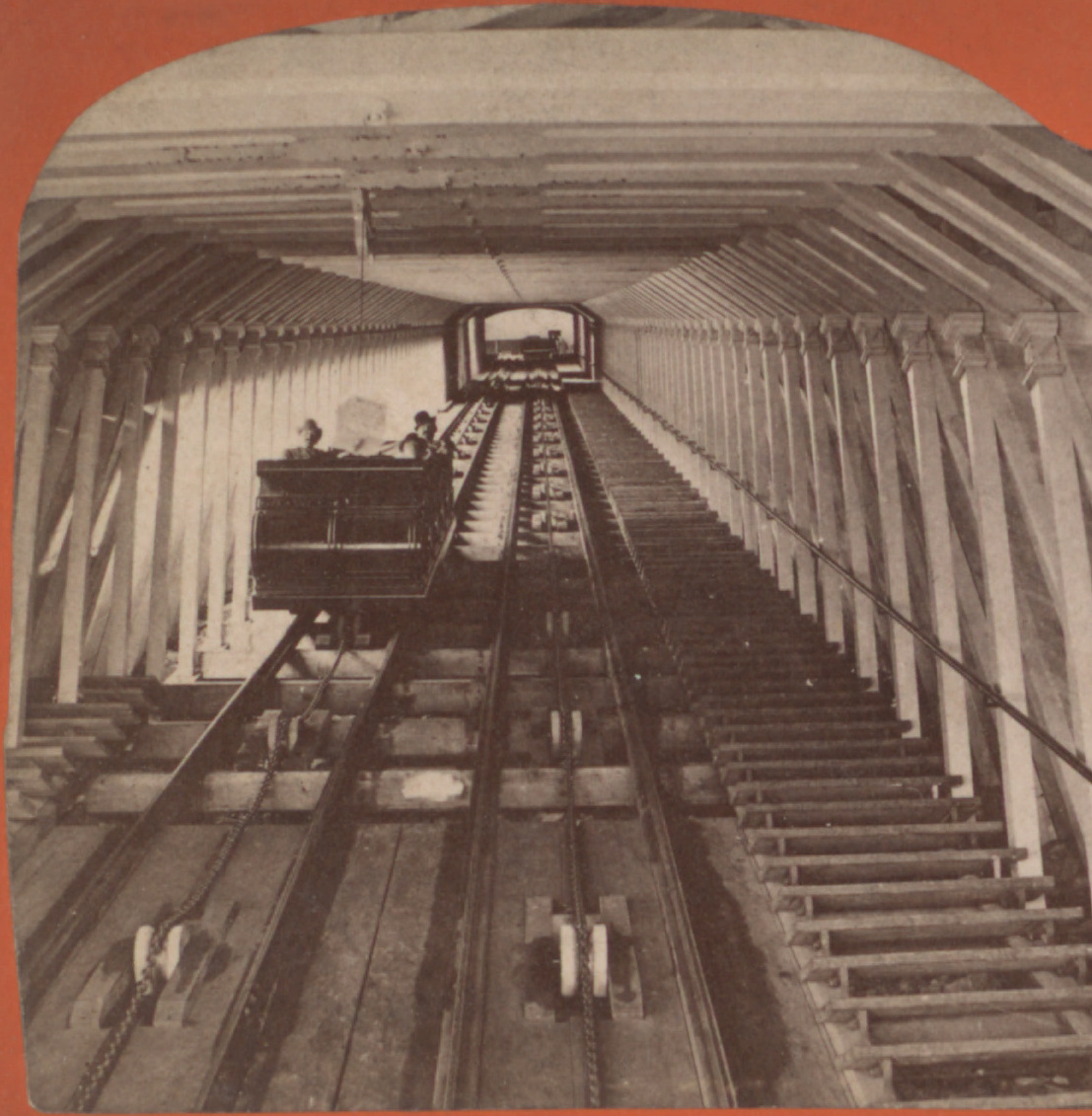
Prospect Park Incline Railway vid Niagarafallen i USA. Foto: Georg Baker, taget mellan 1865 och 1880.
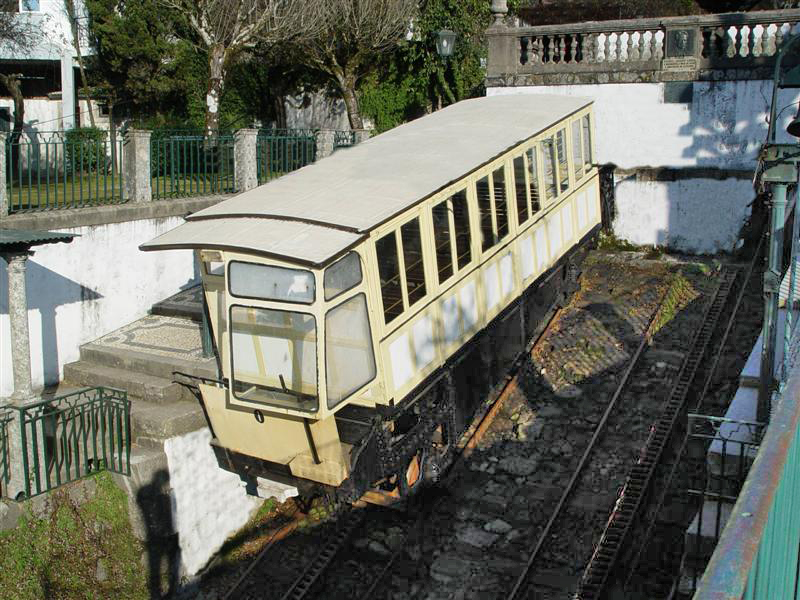
Bergstationen på Elevador do Bom Jesus i Braga i Portugal.
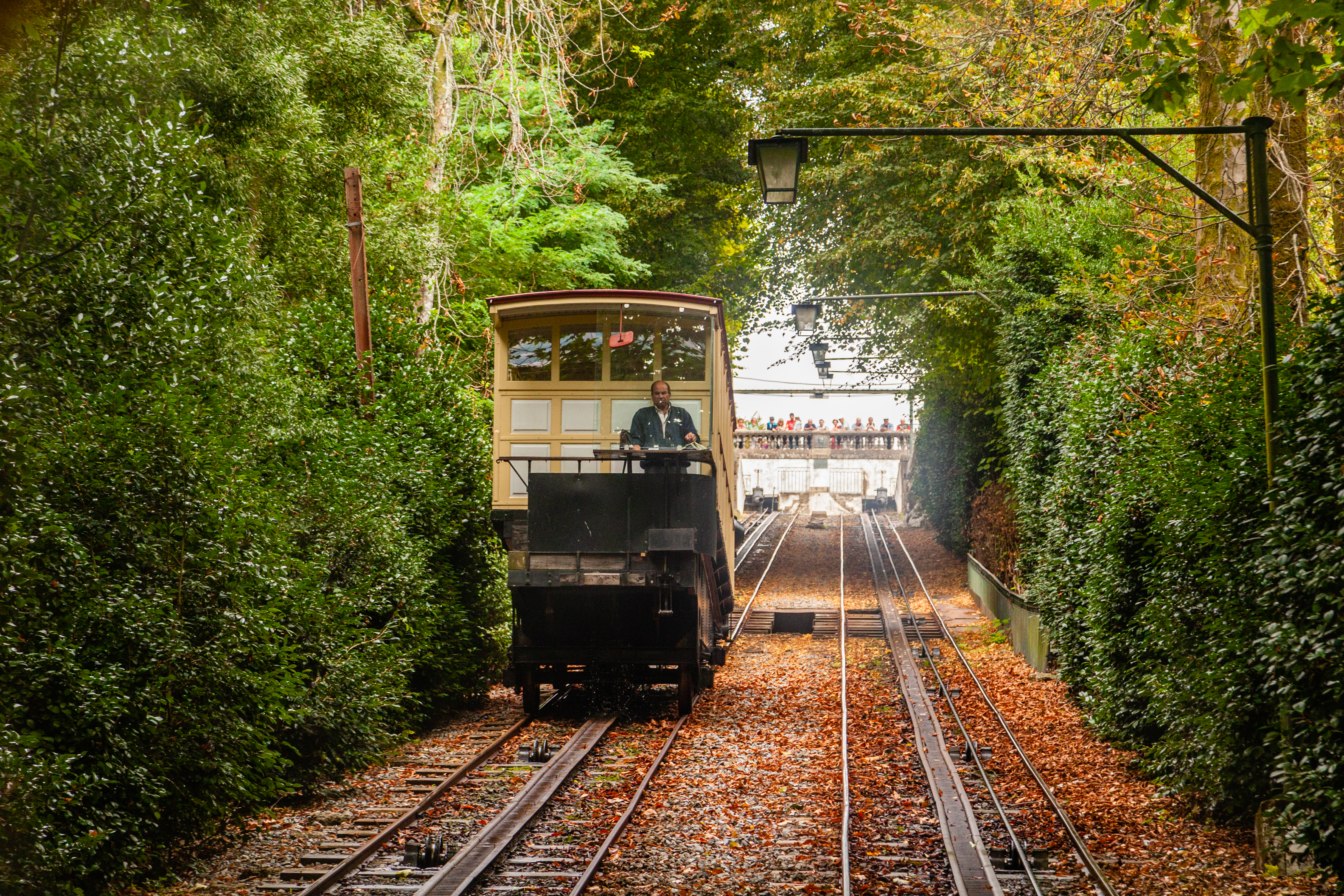
Elevador do Bom Jesus i Braga.
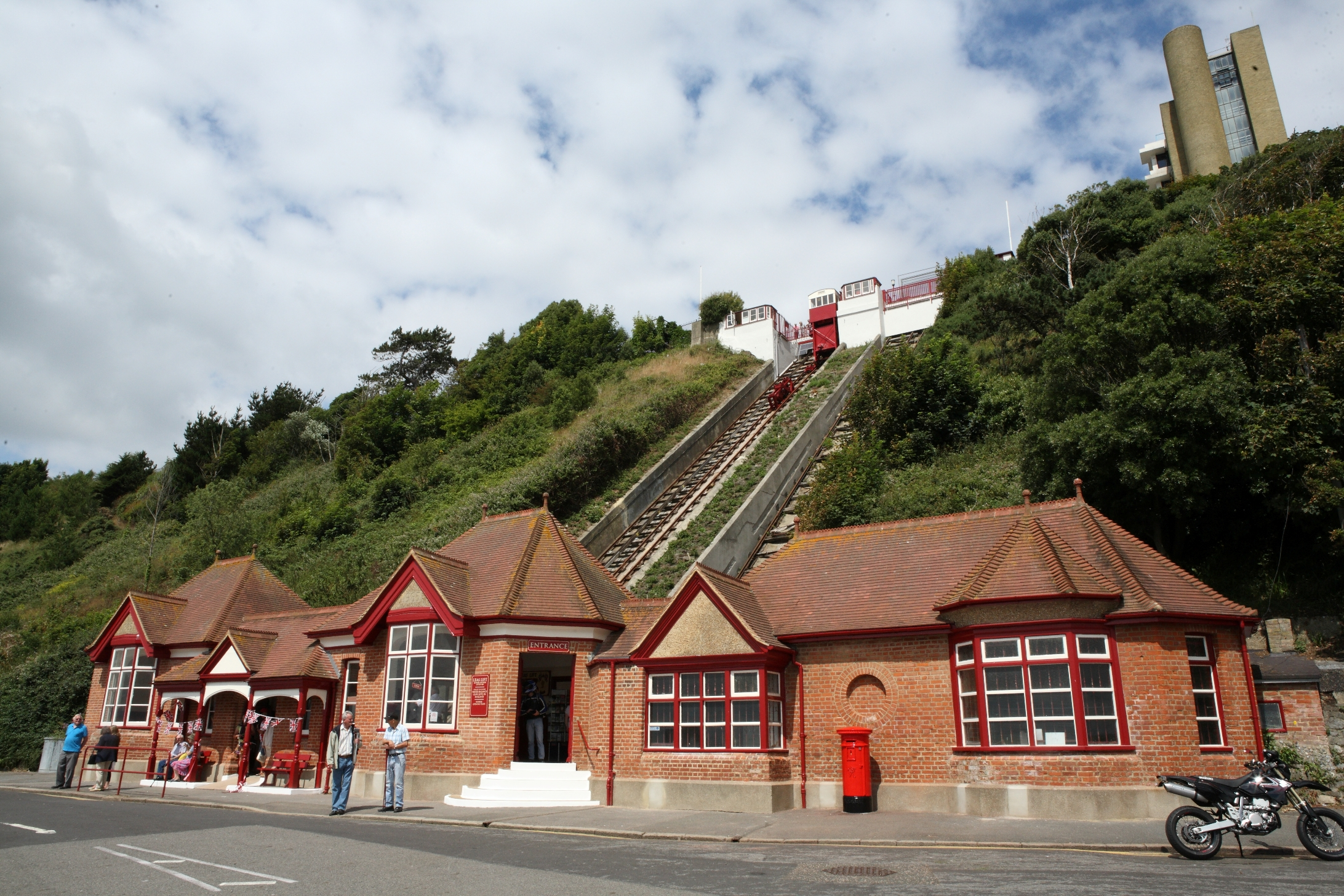
Leas Cliff i Folkestone i Storbritannien.
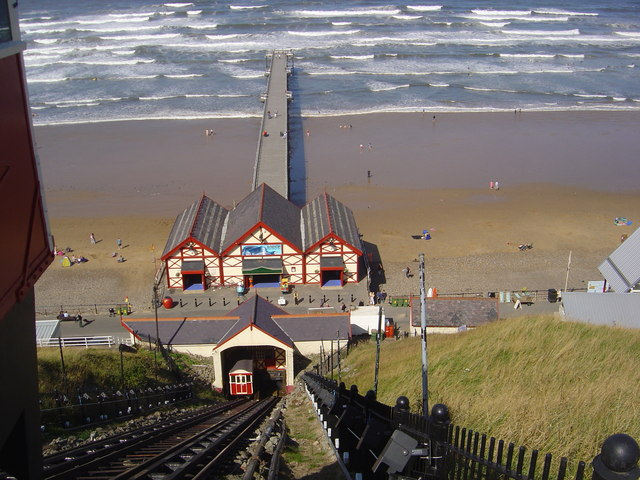
Saltburn Cliff Lift i Saltburn-by-the-Sea I Storbritannien.
The Centre for Alternative Technology Railway i Powys i Wales.
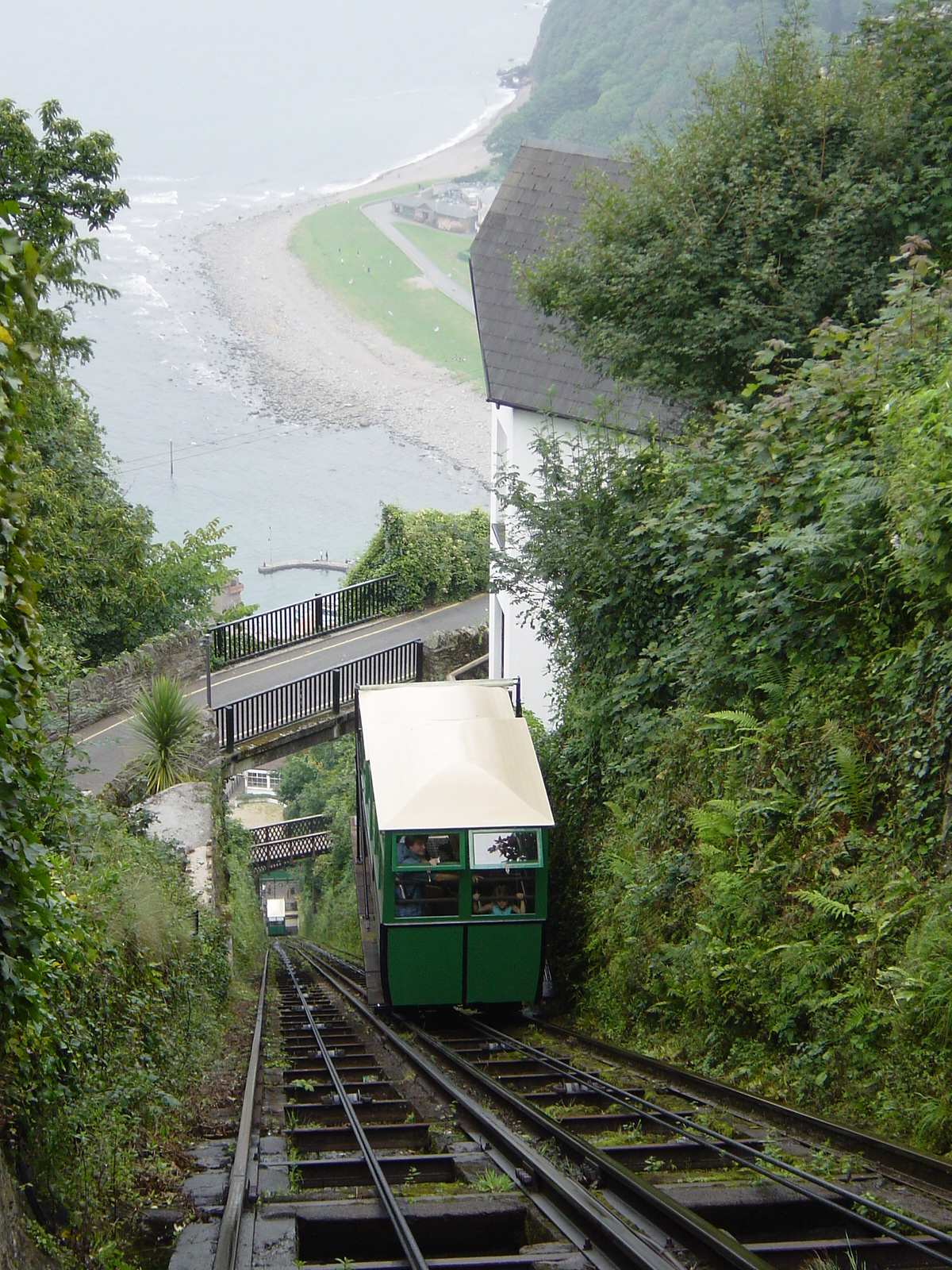
Lynton and Lynmouth Cliff Railway mellan Lynton och Lynmouth i Storbritannien.